# ActionScript Foundry
ActionScript Foundry est un framework ActionScript 3 / java destiné au développement d'applications Flex. Il a été créé à l'origine par la société ServeBox. Il est distribué sous licence Apache 2.0.

## Historique
Le framework ActionScript Foundry a été conçu en 2005 puis proposé à la communauté Open Source et est disponible sur SourceForge.net depuis 2007.

## Architecture
ActionScript Foundry est basé sur différents patrons de conception. Le framework permet un cycle de développement réduit grâce à l’utilisation d’outils tels que la synchronisation de données modèles-vues, navigation inter-écrans, liste de contrôle d'accès, internationalisation et externalisation de labels… Le framework se décompose en cinq bibliothèques.

### Commons
Cette bibliothèque contient des types de bases, des tableaux avancés et des outils pour la manipulation d'objets.

### Foundry
La bibliothèque Foundry est le cœur du framework. Elle met en œuvre plusieurs patrons de conception.

### AirFoundry
Elle est l'extension de la micro-architecture de sorte qu'elle puisse être utilisée dans Adobe Integrated Runtime.

### Toolbox
Contient des bibliothèques d’outils avancés (navigation, ACL, recherche plein texte, etc.).

### Foundry-Java-Commons
Contient des classes java, conçues pour optimiser et accélérer les développements client (Adobe Flex) / serveur (FDS-LCDS-BlazeDS).